# Береке (Сариагаський район)
Береке́ (каз. Береке) — село у складі Сариагаського району Туркестанської області Казахстану. Входить до складу Куркелеського сільського округу.
Населення — 1924 особи (2021; 354 у 2009, 372 у 1999, 238 у 1989).
До 2018 року село називалось Ортатобе.